# Отряд «Морские котики» 2
«Отряд „Морские котики“ 2» (англ. U.S. Seals II: The Ultimate Force) — американский боевик 2001 года, снятый непосредственно для видео. Фильм снят режиссёром Айзеком Флорентайном.
Главные роли в этом фильме исполнили Майкл Уорт («Последний удар»), Дэмиан Чапа («За кровь платят кровью», «Уличный боец») и Карен Ким.
Исполнивший роль Арти Энди Чен (ранее работавший в команде каскадёров Джеки Чана) выступил основным постановщиком боёв; после фильма он основал собственную команду каскадёров, в которую вошёл исполнитель роли Финли — Дэн Сауфуорф.

## Сюжет
После неудачно проведённой операции по ликвидации мафиозной группировки судьба разлучила бывалых «морских котиков» Рэтлиффа и Шеппарда. Рэтлифф всегда был ненадёжным парнем, но никто не предполагал, что через три года он похитит знаменитого учёного и станет угрожать США ядерной ракетой. Стремясь избежать катастрофы, правительство формирует группу отчаянных бойцов для проникновения на тайную базу Рэтлифа, которая из-за высокой концентрации метана может взлететь на воздух от единственной искры или неосторожного выстрела. Группу возглавляет Шеппард, который лучше всех знает нрав своего бывшего напарника.

## В ролях
- Майкл Уорт — лейтенант Кейси Шеппард
- Карен Ким — Никки / Камико
- Дэмиан Чапа — Фрэнк Рэтлифф
- Маршалл Р. Тиг — майор Натан Доннер
- Кейт Коннор — доктор Джейн Бэрроуз
- Дэн Саутуорт — Финли
- Софи Кроуфорд — София
- Франклин А. Валлетте — Вундеркинд
- Хаким Олстон — Омар
- Энди Чен — Арти
- Джордж Чунг — сэнсей Мацумура
- Бернелл Такер — адмирал Паттерсон

## Отзывы критиков
Фильм получил обзоры на нескольких сайтах, специализирующихся на фильмах категории Z и «строго-для-видео»; большинство из них назвало фильм «культовым» в своём жанре с характеристикой: «настолько плохо, что уже хорошо».
Блог Explosive Action дал фильму высокую оценку: «впечатляющий фильм начала века с отличным режиссёром, внушительным актёрским составом и плохим исполнением <…> Лучший копеечный DVD, который я приобрёл». Сайт Good Efficient Butchery отметил режиссёрскую работу и комичные звуковые эффекты, когда кто-то двигается. Марти МакКи из Johnny LaRue’s Crane Shot назвал «Отряд „Морские котики“ 2» одним из лучших боевиков, что он видел, отметив энергетику фильма и зрелищные боевые эпизоды. Monster Hunter отметил работу Флорентайна и похвалил поединки, сочтя, что фильм гораздо лучше своего предшественника.